# Operation Aid

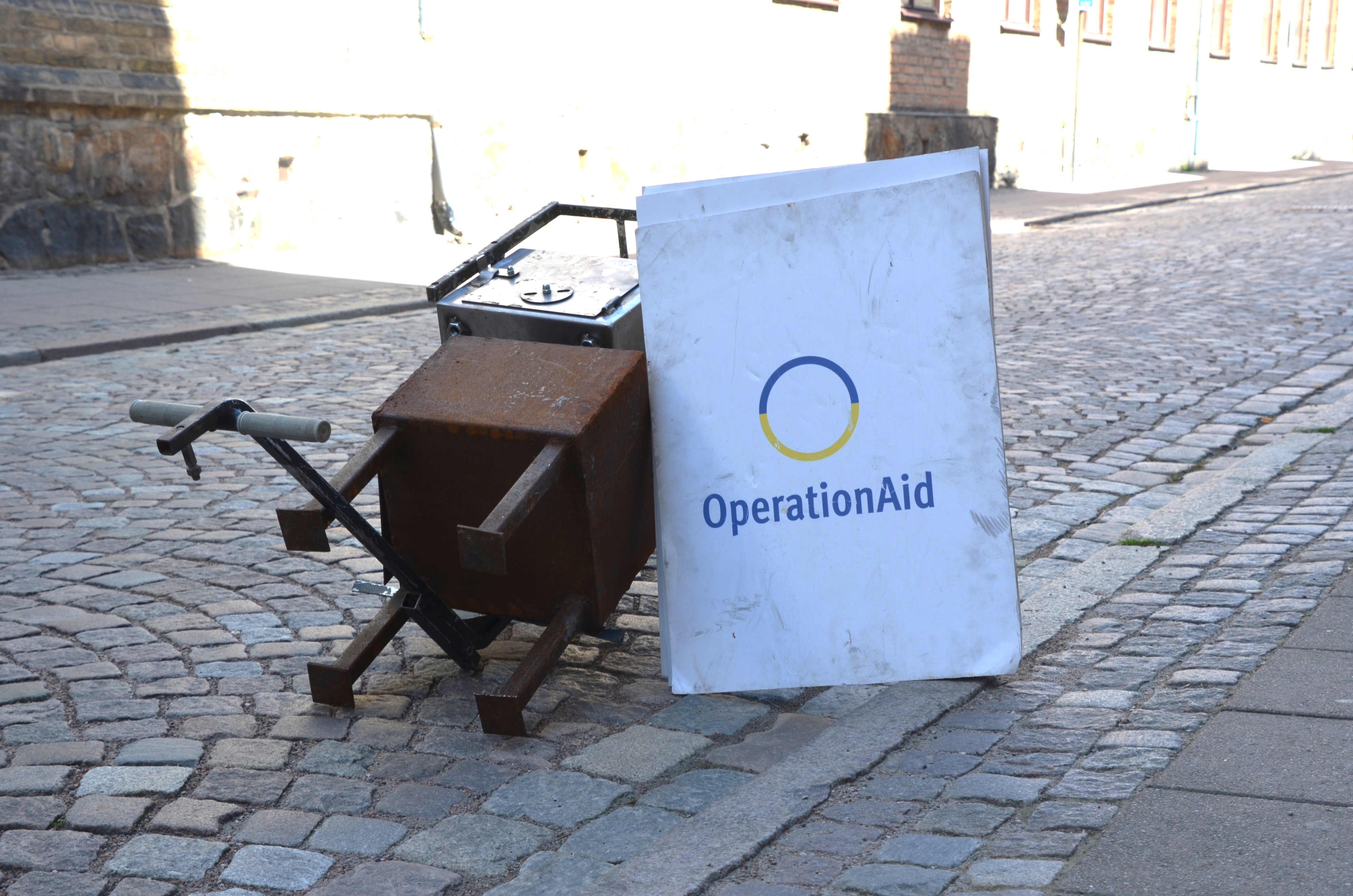
Köksspis i plåt, tillverkad av frivilliga i Lund för att sändas till krigsutsatta områden i Ukraina, juli 2023

Operation Aid, av organisationen skrivet OperationAid, är en svensk hjälporganisation till stöd för Ukraina som grundades av förlossningsläkaren Elly Reinolds i mars 2022 tillsammans med Johan Petré och Ludvig Ramestam efter Rysslands angrepp på landet. Organisationen har sin adress i Stockholm. I svenska media har organisationen uppmärksammats för att den ger hjälp på plats på mer framskjutna platser än andra internationella organisationer, till exempel i Charkiv. OperationAid har idag tre verksamhetsområden: ActiveKids, HealthCare och CrisisPrep.